# Jarnac-Champagne
Jarnac-Champagne és un municipi francès situat al departament del Charente Marítim i a la regió de la Nova Aquitània. L'any 2007 tenia 765 habitants.

## Demografia

### Població
El 2007 la població de fet de Jarnac-Champagne era de 765 persones. Hi havia 308 famílies de les quals 83 eren unipersonals (29 homes vivint sols i 54 dones vivint soles), 104 parelles sense fills, 104 parelles amb fills i 17 famílies monoparentals amb fills.
La població ha evolucionat segons el següent gràfic:
Habitants censats

### Habitatges
El 2007 hi havia 368 habitatges, 324 eren l'habitatge principal de la família, 17 eren segones residències i 26 estaven desocupats. 354 eren cases i 10 eren apartaments. Dels 324 habitatges principals, 241 estaven ocupats pels seus propietaris, 59 estaven llogats i ocupats pels llogaters i 24 estaven cedits a títol gratuït; 14 tenien una cambra, 10 en tenien dues, 37 en tenien tres, 81 en tenien quatre i 183 en tenien cinc o més. 287 habitatges disposaven pel capbaix d'una plaça de pàrquing. A 149 habitatges hi havia un automòbil i a 158 n'hi havia dos o més.

### Piràmide de població
La piràmide de població per edats i sexe el 2009 era:
| Homes | Edats   | Dones |
| ----- | ------- | ----- |
| 0     | 95 o +  | 4     |
| 0     | 90 a 94 | 0     |
| 16    | 85 a 89 | 8     |
| 8     | 80 a 84 | 12    |
| 12    | 75 a 79 | 32    |
| 8     | 70 a 74 | 4     |
| 28    | 65 a 69 | 28    |
| 12    | 60 a 64 | 20    |
| 20    | 55 a 59 | 16    |
| 28    | 50 a 54 | 16    |
| 28    | 45 a 49 | 40    |
| 32    | 40 a 44 | 40    |
| 28    | 35 a 39 | 20    |
| 28    | 30 a 34 | 28    |
| 24    | 25 a 29 | 16    |
| 20    | 20 a 24 | 4     |
| 24    | 15 a 19 | 16    |
| 8     | 10 a 14 | 32    |
| 12    | 5 a 9   | 12    |
| 24    | 0 a 4   | 16    |

## Economia
El 2007 la població en edat de treballar era de 465 persones, 360 eren actives i 105 eren inactives. De les 360 persones actives 337 estaven ocupades (175 homes i 162 dones) i 23 estaven aturades (9 homes i 14 dones). De les 105 persones inactives 40 estaven jubilades, 40 estaven estudiant i 25 estaven classificades com a «altres inactius».

### Ingressos
El 2009 a Jarnac-Champagne hi havia 321 unitats fiscals que integraven 766,5 persones, la mediana anual d'ingressos fiscals per persona era de 16.534 €.

### Activitats econòmiques
Dels 47 establiments que hi havia el 2007, 1 era d'una empresa extractiva, 1 d'una empresa alimentària, 1 d'una empresa de fabricació d'elements pel transport, 5 d'empreses de fabricació d'altres productes industrials, 5 d'empreses de construcció, 16 d'empreses de comerç i reparació d'automòbils, 2 d'empreses de transport, 3 d'empreses d'hostatgeria i restauració, 2 d'empreses financeres, 2 d'empreses immobiliàries, 4 d'empreses de serveis, 3 d'entitats de l'administració pública i 2 d'empreses classificades com a «altres activitats de serveis».
Dels 11 establiments de servei als particulars que hi havia el 2009, 1 era una oficina de correu, 1 una oficina bancària, 2 tallers de reparació d'automòbils i de material agrícola, 1 guixaire pintor, 2 fusteries, 1 lampisteria, 1 perruqueria, 1 restaurant i 1 saló de bellesa.
Dels 4 establiments comercials que hi havia el 2009, 1 era una gran superfície de material de bricolatge, 1 una botiga de menys de 120 m², 1 una fleca i 1 una carnisseria.
L'any 2000 a Jarnac-Champagne hi havia 52 explotacions agrícoles que ocupaven un total de 2.024 hectàrees.

## Equipaments sanitaris i escolars
L'únic equipament sanitari que hi havia el 2009 era una farmàcia.
El 2009 hi havia una escola elemental integrada dins d'un grup escolar amb les comunes properes formant una escola dispersa.

## Poblacions més properes
El següent diagrama mostra les poblacions més properes.